# فيرجينيا غريغ
فيرجينيا غريغ (بالإنجليزية: Virginia Gregg)‏ هي ممثلة أمريكية، ولدت في 6 مارس 1916 بهاريسبورغ في الولايات المتحدة، وتوفيت في 15 سبتمبر 1986 في الولايات المتحدة بسبب سرطان الرئة وسرطان.

## أعمال

### أفلام
- (1947) اتفاقية الشرف
- (1955) الحب شيء رائع
- (1955) ساأبكي غدا
- (1960) سايكو

### مسلسلات
- أيام سعيدة
- ديناستي
- ذا والتونز

## وصلات خارجية
- فيرجينيا غريغ على موقع IMDb (الإنجليزية)
- فيرجينيا غريغ على موقع ألو سيني (الفرنسية)
- فيرجينيا غريغ على موقع أول موفي (الإنجليزية)
- فيرجينيا غريغ على موقع قاعدة بيانات الأفلام السويدية (السويدية)
- فيرجينيا غريغ على موقع إن إن دي بي (الإنجليزية)
- فيرجينيا غريغ على موقع ديسكوغز (الإنجليزية)
- فيرجينيا غريغ على موقع قاعدة بيانات الفيلم (الإنجليزية)
- فيرجينيا غريغ على موقع كينوبويسك (الروسية)